# 阿斯河
43°52′28″N 05°52′43″E / 43.87444°N 5.87861°E

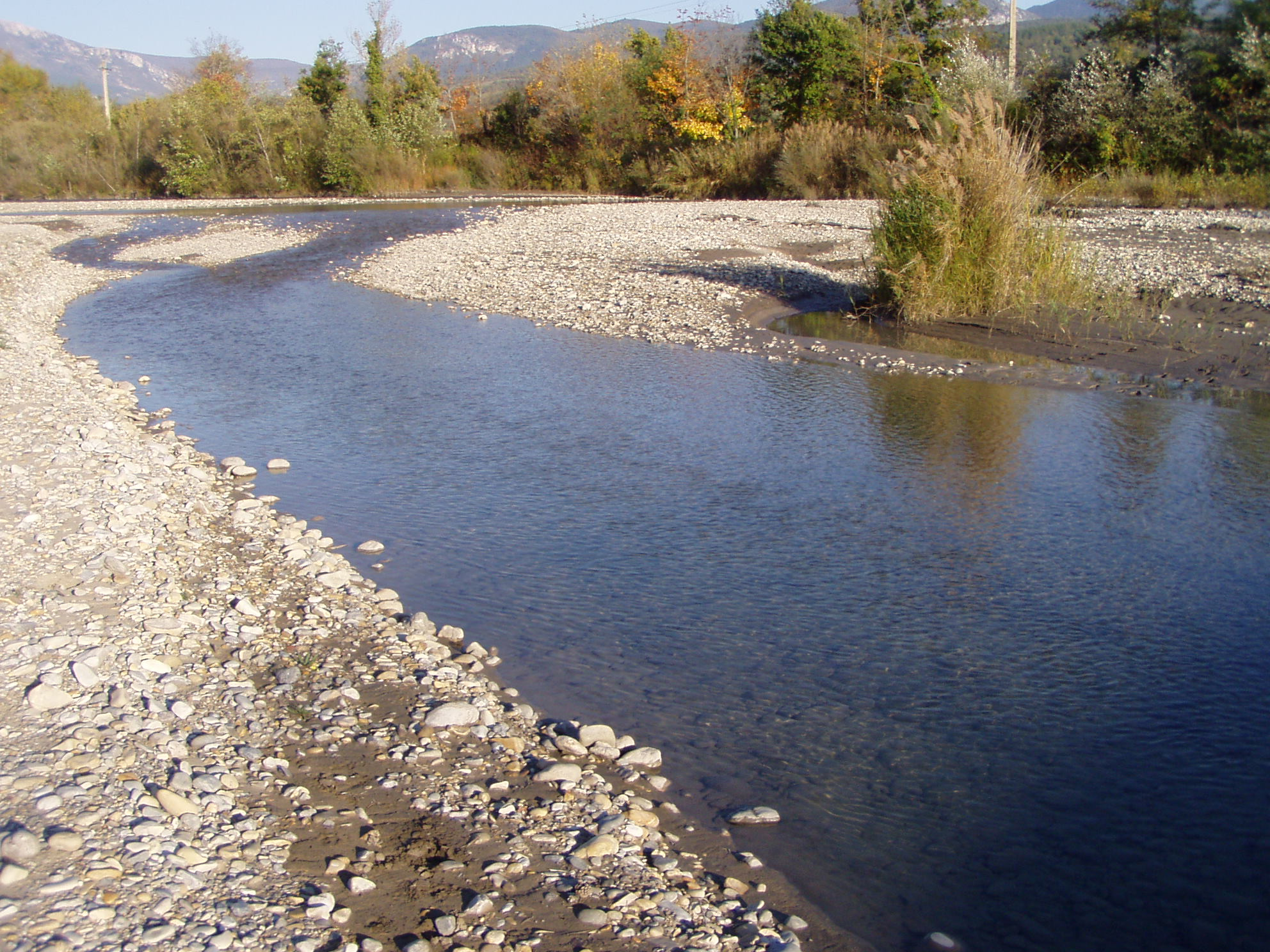

阿斯河（法語：Asse，法語發音：[as]）是法國的河流，位於該國東南部，河道全長75.4公里，流域面積500平方公里，平均流量每秒5立方米，發源自塔尔托讷，河口處在瓦朗索勒和奥赖松之間。

## 外部連結
- http://www.geoportail.fr （页面存档备份，存于）
- The Asse at the Sandre database （页面存档备份，存于）
- The Asse at the Natura 2000 site